# Krater (Lack)
Als Krater, früher auch Fischaugen, bezeichnet man eine häufig auftretende Oberflächenstörung bei Lacken. Die Ursachen für die Entstehung von Kratern können bei gleichem Erscheinungsbild unterschiedlich sein. Treten Krater auf Werkstücken auf, welche in einer Produktionsanlage beschichtet wurden, so bleibt als Behebung des Fehlers in der Regel nur die Entfernung des Lackes mit anschließender Neulackierung der Werkstücke übrig. Krater können vor dem Auftreten des Problems auf einer lackierten Fläche oft nicht erkannt werden und treten aus diesem Grund häufig erst in der Beschichtungsanlage, nicht aber in der Lackfabrik auf. Grund hierfür können unterschiedliche Substrate oder auch lokale Verschmutzungen oder Unverträglichkeiten von Lackieranlagen sein.

## Erscheinungsbild

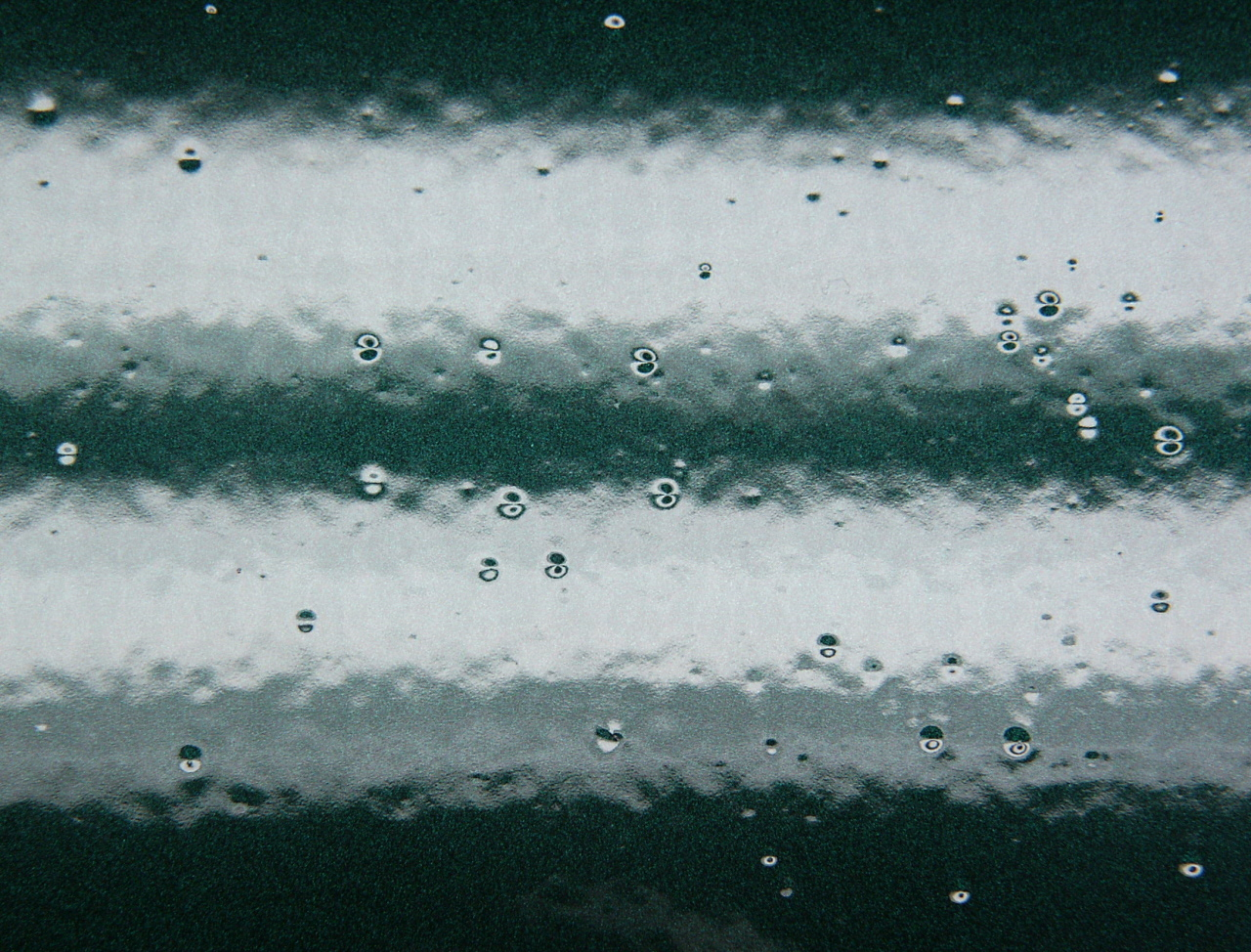
Krater in einem Klarlackfilm

Bei Kratern handelt es sich um kreisförmige Vertiefungen im Lackfilm, die bis zum Untergrund reichen. Sie können einzeln oder gehäuft auftreten, einen Ringwulst aufweisen oder nicht.

## Ursachen
Krater können aus einer ungünstigen Lösemittelzusammensetzung, der Entstehung von Abspaltprodukten, aufgrund des Eintrags von Luft- und/oder Feuchtigkeitsspuren in das Lackmaterial oder aus Freisetzung von Gasen aus dem Untergrund resultieren. Eine weitere mögliche Ursache ist das Auftreffen von Substanzen mit niedriger Oberflächenspannung auf den noch nicht gehärteten Lackfilm, wobei dabei auch Partikel des Lackes selbst für die Krater verantwortlich sein können. Hierbei Benetzt der Lack die Oberfläche bzw. den Schmutzpartikel nicht gleichmäßig, was zum beschrieben Problem führt.

### Formulierung
Krater entstehen beispielsweise durch die spontane, lokale Freisetzung flüchtiger Bestandteile in einer späten Phase der Vernetzung, wenn die Viskosität bereits relativ hoch ist und somit der Film nicht vollständig verfließen kann. Unverträglichkeiten können dann auftreten, wenn eine oder mehrere Lackkomponenten eine deutlich geringere/höhere Oberflächenspannung als der Rest der Beschichtung aufweisen. Fehler in der Lackzusammensetzung können ebenso erst später, bei der Lackproduktion entstehen. Ursachen können hier beispielsweise mangelhafte Rohstoffchargen, fehlerhafte Einwaage oder das Vertauschen von Rohstoffen sein, was zu Unverträglichkeiten innerhalb des Systems führt.

### Kontamination
Kontamination kann aus der Verunreinigung einzelner Lackkomponenten resultieren, jedoch auch aus der Aufnahme von Fremdstoffen aus dem Umfeld (z. B. Schläuche, Produktionshalle). Die Kontamination gilt als eines der gravierendsten Probleme, die in einem Beschichtungsbetrieb auftreten können, da der Ursprung des kontaminierenden Materials in der Regel sehr schwer auszumachen ist, andererseits aber bereits kleine Menge zu großen Schäden führen können (Silikonöl, Mineralöl). Häufig berichtet wird über das Entstehen von Kratern durch Kosmetikartikel von Mitarbeitern der Lackproduktion oder in Lackierereien.

### Fehlerhafte Vorbehandlung
Wenn die Objektoberfläche nicht korrekt vorbehandelt wurde, verbleiben Verunreinigungen und Fremdstoffe auf der Oberfläche des zu lackierenden Objektes. Dies können Öle oder Fette sein, die zum temporären Korrosionsschutz verwendet wurden, aber auch Substanzen aus der Oberflächenvorbehandlung, wie z. B. Schleifmittel.

## Analyse
Zur Eingrenzung der Ursache wird meist eine mikroskopische Untersuchung durchgeführt. Dies dient der Feststellung, ob es sich bei dem beobachteten Fehlerbild wirklich um Krater, um Stippen oder Ausgasung (Nadelstiche) handelt. Bei starkem auftreten von Kratern sowie den damit verbundenen Kosten werden teilweise auch teurere Analysen angewandt, um der Fehlerursache auf den Grund zu gehen. Hier wird meist versucht die chemische Zusammensetzung der Verschmutzung über Analysen mittels ToF-SIMS zu ermitteln.

## Fehlerbehebung
Treten Krater bei der Erstellung einer Lackformulierung auf, kommen mehrere Lösungsmöglichkeiten in Betracht. Gegen die Bildung von Kratern werden beispielsweise Additive angeboten, die im Wesentlichen die Oberflächenspannung des Lackes durch Anreicherung an der Oberfläche absenken. Bereits fertiggestelltes, fehlerhaftes Lackmaterial kann in der Regel nicht aufbereitet werden und muss daher der Vernichtung zugeführt werden. Beschichtete Werkstücke müssen abgeschliffen und neu lackiert werden.
Aus den genannten Gründen spielt die Vorbeugung eine sehr wichtige Rolle bei der Vermeidung von Kratern. Dies bedeutet im Wesentlichen Sauberkeit in Lackproduktion und Lackieranlage, eine gute Vorbehandlung des Werkstücks vor der Lackierung, die Kontrolle der Viskosität des Lackes und die Verwendung von Netzmitteln und Lösemitteln mit niedriger Oberflächenspannung.